# سرخرگ لوزالمعدی‌دوازدهه‌ای پایینی
سرخرگ لوزالمعدی‌دوازدهه‌ای پایینی یا شریان پانکراتیکودئودنال تحتانی (انگلیسی: Inferior pancreaticoduodenal artery) اولین شاخه سرخرگ روده‌بندی بالایی (شریان مزانتریک فوقانی) است. 
این سرخرگ بلافاصله به شاخه‌های پیشین و پسین (قدامی و خلفی) تقسیم می‌شود که از دو سوی سر لوزالمعده صعود می‌کنند. این سرخرگ‌ها در بالا با سرخرگ‌های لوزالمعدی‌دوازدهه‌ای (پانکراتیکودئودنال) بالایی پیشین و پسین بازپیوسته می‌شوند. این شبکه شریانی سر و زائده قلابی لوزالمعده و دوازدهه را خونرسانی می‌کنند.